# Пролеска Люцилии
Пролеска Люцилии (лат. Scilla luciliae), ранее Хионодокса Люцилии (Chionodoxa luciliae) — многолетнее луковичное растение; вид рода Пролеска (Scilla) семейства Спаржевые (Asparagaceae). Ранее вид входил в состав рода Хионодокса (Chionodoxa), однако в 2009 году на основании молекулярных исследований этот род был расформирован, все входившие в него виды были включены в род Пролеска (Scilla). Культивируется как декоративное красивоцветущее растение.
Вид был назван швейцарским ботаником Пьером Эдмондом Буассье (1810—1885) в честь его жены Люсиль (фр. Lucill).

## Синонимы
По данным The Plant List:
- Chionodoxa gigantea Whittall
- Chionodoxa grandiflora Wore ex Wilks & Weather
- Chionodoxa luciliae Boiss.

## Распространение и экология
В диком виде произрастает в горах западной Турции.
В культура была введена после того, как в 1877 году завезена в Англию. Культивируется повсеместно.

## Ботаническое описание
К роду Chionodoxa относили пролескообразные растения, отличающиеся уплощёнными основаниями плотно сгруппированных тычинок. В настоящее время все виды, ранее выделявшиеся в род Chionodoxa, перенесены в род Scilla, к которому ранее причисляли виды с неуплощёнными и не плотно сгруппированными тычинками.

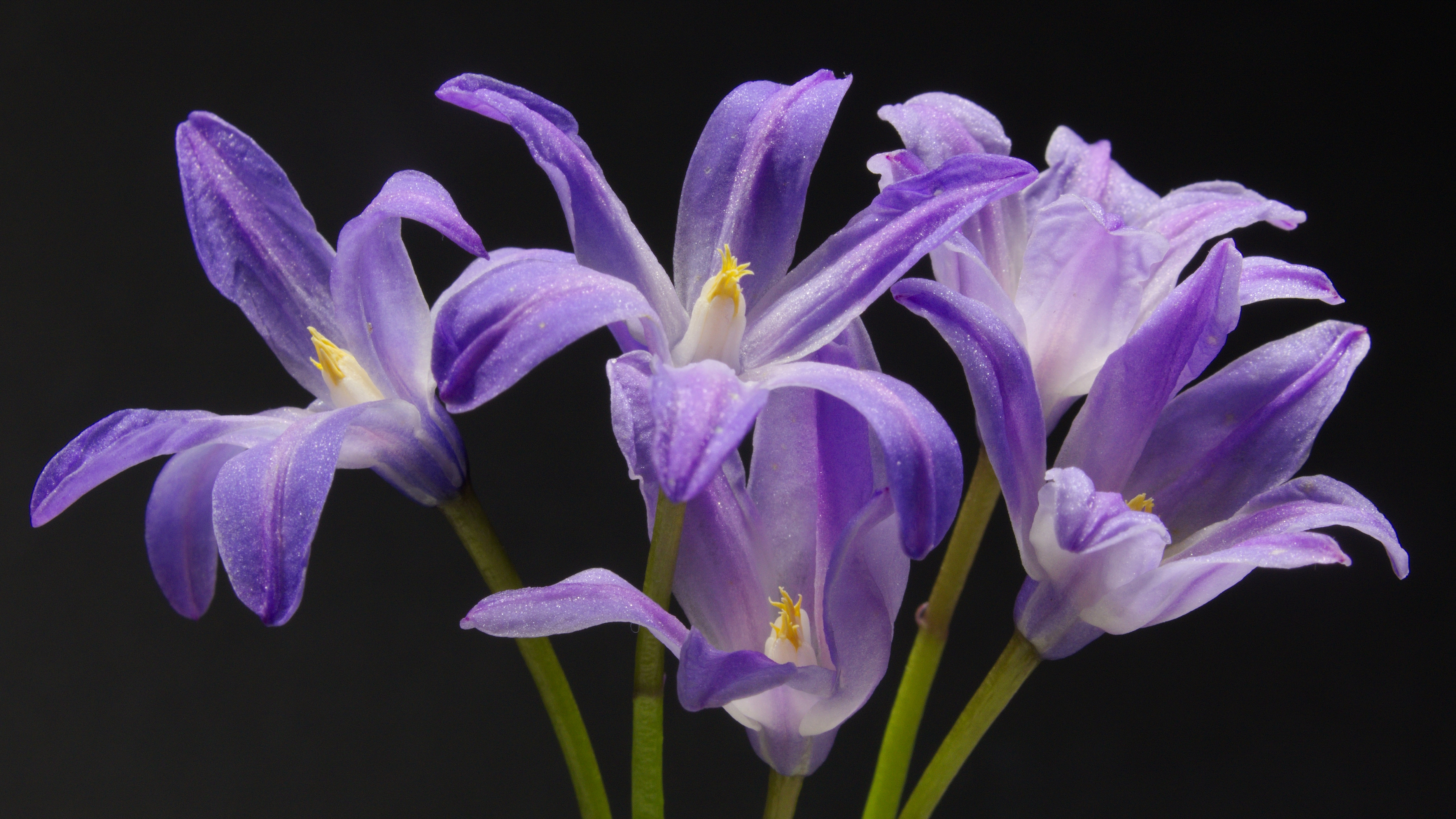
Цветки Scilla luciliae

Луковицы относительно мелкие. Листьев два, длиной до 8 см, шириной до 2 см.
Цветёт в апреле-мае в течение 20 дней. Цветонос до 10 см в длину. Соцветие — кисть, с 2—3 цветками. Цветки — до 3,5 см в поперечнике; фиолетово-синие с белым пятном в зеве, встречаются также растения с белой и розовой окраской цветов.

## Агротехника
Зоны морозостойкости: 3—8.

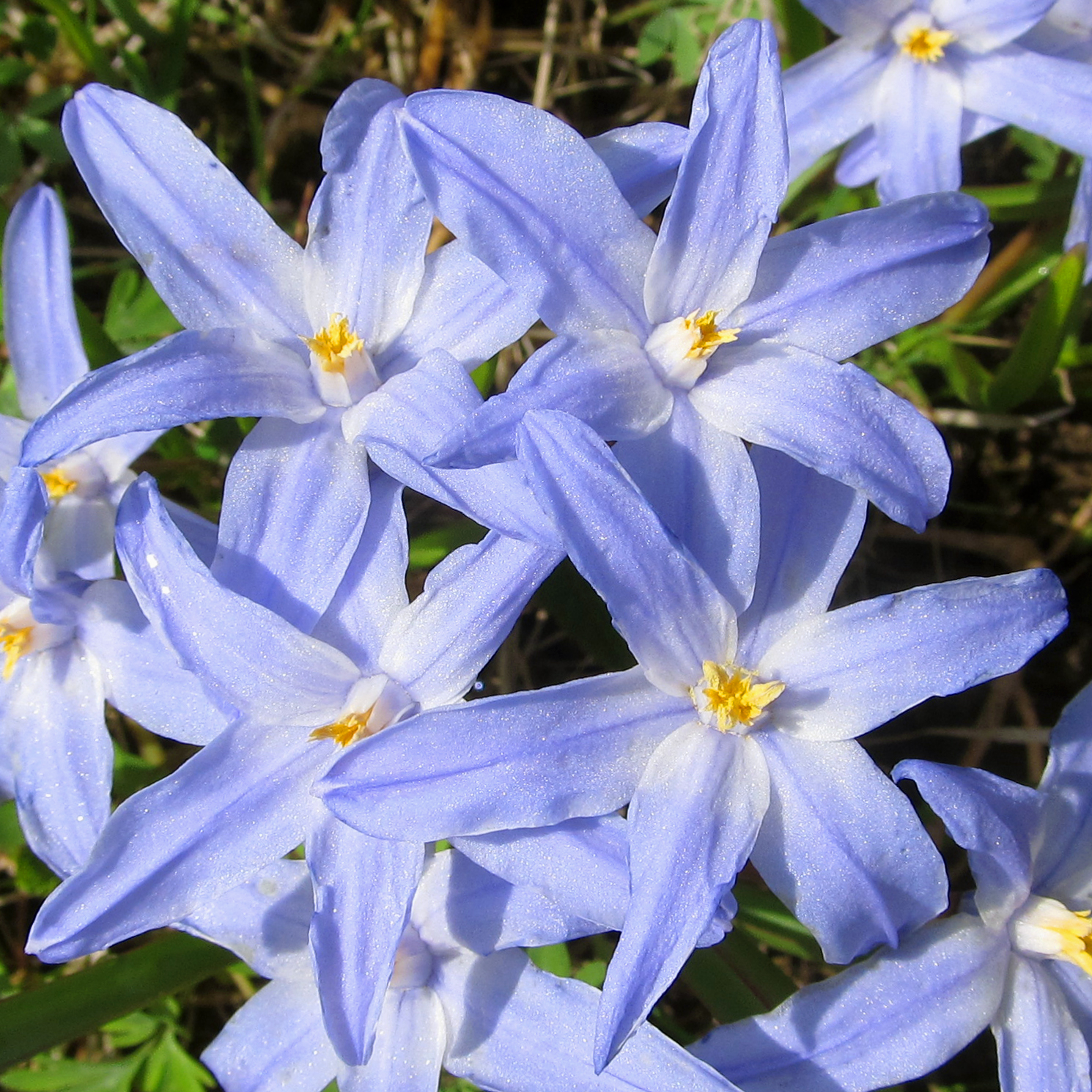

Растение рекомендуется высаживать в местах, частично притенённых либо полностью открытых солнцу. Возможна посадка на газоне. Расстояние между луковицами при посадке — около 7 см, глубина посадки — 5—10 см.
Пересадку осуществляют каждые 5 лет. После увядания листьев луковицы выкапывают и хранят в торфе. Посадку осуществляют в конце августа — начале сентября при появления на донцах луковиц корневых валиков.

## Сорта и естественные разновидности
- 'Alba' Barr & Sons, 1885 (syn. S. gigantea Whittall 'Alba'). Цветки белые. Награды: A.M.-R.H.S. 1897[6].
- 'Rosy Queen'. Оригинатор: R. Huijg, регистратор: H.G.M. Huijg, 2008. Высота растений 5—10 см. Цветки светло-синего цвета, жилки лепестков голубовато-фиолетовые. Тычинки белые. Пыльца жёлтая. В соцветии до 5 цветков[7].
- 'Violet Beauty'. Оригинатор: R. Huijg, регистратор: H.G. Huijg & Zn., 2009. Высота растений около 8 см. Цветки фиолетовые. Тычинки белые. Пыльца жёлтая[8].
- 'Violetta'. Оригинатор: Huijg Veredeling, регистратор: Huijg, 2004. Награды: Getuigschrift Proeftuin 2004. Высота растений около 5 см. Цветки светло-голубые, жилки лепестков белые. Пыльца жёлтая. В соцветии 5—7 цветков[9].

- Название Chionodoxa luciliae var. forbesii (Baker) Drude в настоящее время входит в синонимику вида Scilla forbesii[10].
- Название Chionodoxa luciliae var. sardensis (Whittall ex Barr & Sayden) D.K. в настоящее время входит в синонимику вида Scilla sardensis[11].